# Mont Fleuri (sommet)
Pour les articles homonymes, voir Mont Fleuri.
Le mont Fleuri est un sommet de la chaîne des Aravis, à 2 511 m d’altitude, dans le département de la Haute-Savoie.
Sa crête sommitale est visible de relativement peu d’endroits depuis le pied du versant ouest de la chaîne, car il est masqué entre autres par la Mamule (2 404 m), une antécime remarquable constituée de trois dalles parallèles pratiquement verticales, et par le Tardevant.
Le mont Fleuri et la Mamule sont compris entre la combe du mont Charvet (au nord) et la combe de la Grande Forclaz (au sud), où persiste l'un des plus grands névés permanents, sinon le plus grand, des Aravis.

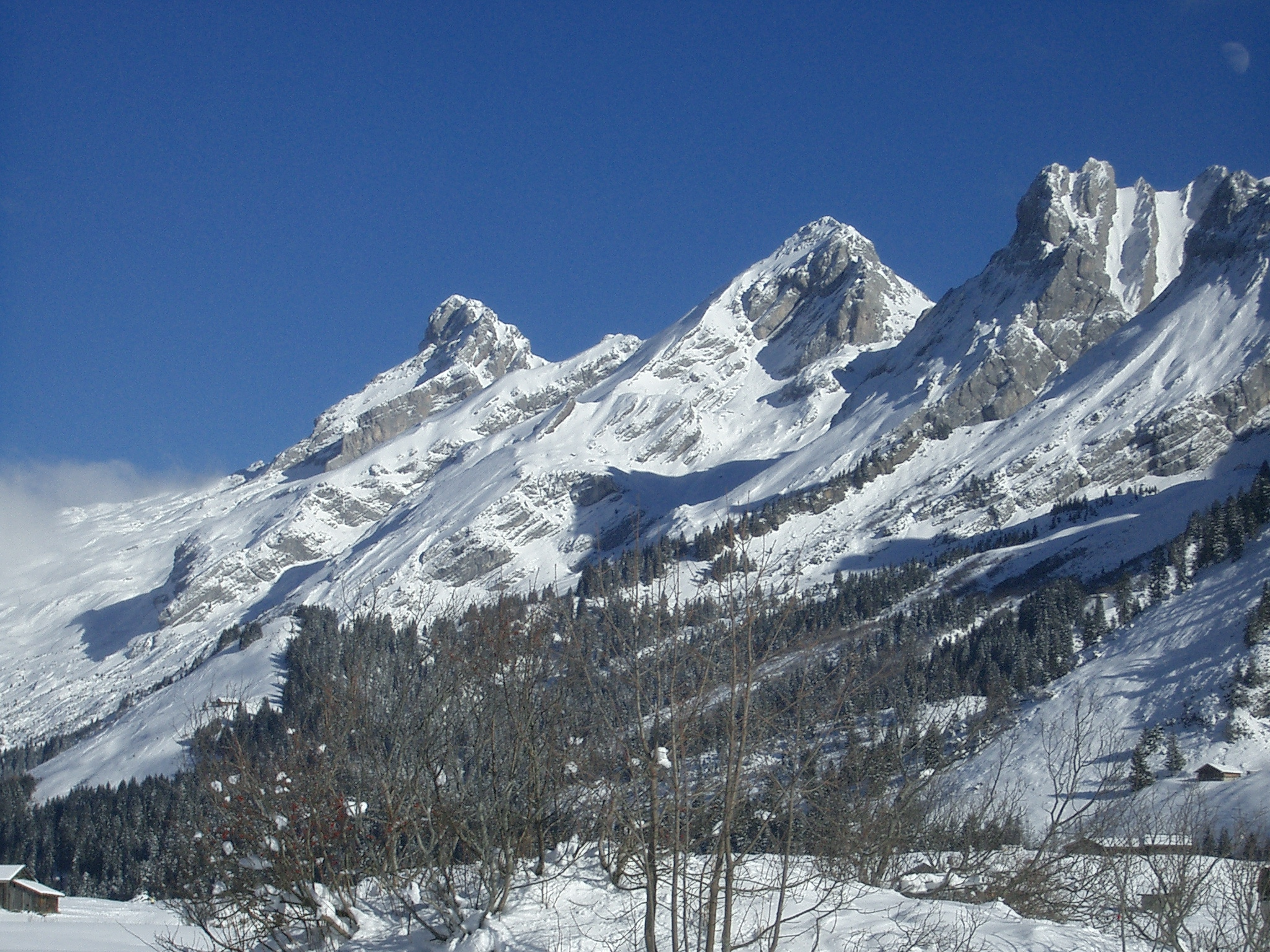
Pointe Percée, mont Charvet et la Mamule (à droite) vus du sud-ouest depuis les Confins (La Clusaz).